# Nicolai Dunger
Nicolai Dunger (4 octobre 1968 à Piteå) est un chanteur de rock suédois, actif depuis les années 1990. Il a collaboré avec Will Oldham, sur l'album Tranquil Isolation ou avec Calexico, pour une reprise du titre Alone Again Or.

## Discographie

### Albums
- This Cloud Is learning Dolores Recordings/Virgin Records, 1999.
- Soul Rush, Dolores Recordings/Virgin Records, 2001.
- Tranquil Isolation, Dolores Recordings/Virgin Records, 2002.
- Here's My Song. You Can Have It...I Don't Want It Anymore/Yours 4-Ever Dolores Recordings/Virgin Records, 2004.
- Nicolide and The Carmic Retribution Capitol/EMI, 2008.
- Play, Fargo, 2009.